# Taenidae
Taenidae är en familj av plattmaskar. Taenidae ingår i ordningen Eucestoda, klassen Neodermata, fylumet plattmaskar och riket djur.